# Édison Valdivieso
Edison Valdivieso (nació 10 de agosto de 1989) es un futbolista Ecuatoriano que actualmente juega para el Venecia de la Segunda Categoría.
Su posición es de volante de marca y en la primera etapa del 2009 fue el consentido del ex DT Benito Floro.

## Carrera profesional
Fue uno de los tanto elementos juveniles del proyecto de Eduardo Maruri y Benito Floro denominado La Renovación.

## Clubes
| Club                    | País    | Año       |
| ----------------------- | ------- | --------- |
| Barcelona Sporting Club | Ecuador | 2006-2010 |
| River Ecuador           | Ecuador | 2011      |
| Alfaro Moreno           | Ecuador | 2012      |
| Gualaceo SC             | Ecuador | 2013      |
| Deportivo Azogues       | Ecuador | 2013      |
| Venecia                 | Ecuador | 2014-     |